# Iliuță Dăscălescu
Iliuță Dăscălescu (ur. 15 lipca 1972 w Romanie) – rumuński zapaśnik walczący w stylu klasycznym. Olimpijczyk z Barcelony 1992, gdzie zajął piąte miejsce w kategorii 48 kg.
Piąty na mistrzostwach świata w 1991. Zdobył dwa srebrne medale na mistrzostwach Europy, w 1990 i 1992 roku.
- Turniej w Barcelona 1992

Pokonał Gwon Deog-yonga z Korei Południowej, Malika Awwada z Maroka i Marka Fullera z USA. Przegrał z Olegiem Kuczerenką z WNP i Kubańczykiem Wilberem Sánchezem.